# NGC 4696
NGC 4696 és una galàxia el·líptica. S'hi troba a uns 400.000.000 anys llum (44.000.000 de pc) de distància a la constel·lació de Centaure. És la galàxia més brillant del cúmul de Centaure, un gran i ric grup de galàxies a la constel·lació del mateix nom. La galàxia està envoltada per moltes galàxies el·líptiques nanes situades també dins del cúmul. Hom creu que hi ha un forat negre supermassiu al centre de la galàxia.